# Abbas Combe
Abbas Combe är ort i civil parish Abbas and Templecombe, i enhetskommunen Somerset, i grevskapet Somerset, i England. Byn nämndes i Domedagsboken (Domesday Book) år 1086, och kallades då Cumbe.